# Edoardo Morricone
Edoardo Morricone, noto anche con lo pseudonimo di Morrik (15 gennaio 1946), è un fumettista italiano.

## Biografia
Esordì realizzando vignette per la rivista Il Travaso, passando poi a realizzare storie a fumetti di genere bellico per la casa editrice Europer per la quale disegnò diversi numeri della serie "Joe Sub"; nel 1969 creò il personaggio di "Jorgo", protagonista di una omonima serie a fumetti che scrisse e disegnò da solo, pubblicata per undici numeri dalla Edigrafital. Con diversi pseudonimi lavorò poi per l'editore MA.GA. e collaborò con la Sansoni a testate come Super Vip e Pocket. Negli anni sessanta disegnò insieme a Franco Verola la serie Demoniak, scritta da Furio Arrasich e pubblicata dalla Cofedit. Entrò nel 1973 nello studio di Graziano Origa a Milano per il quale realizzò serie per adulti come Lucifera, Maghella e Biancaneve. Per la Sergio Bonelli Editore ideò e realizzò la serie western Flag pubblicata nella Collana Rodeo; negli anni ottanta lavorò anche alla serie satirica Alan Ford prima di dedicarsi alla pubblicità. Riprese l'attività di fumettista nel 1990 disegnando storie con i personaggi di Kriminal e Satanik pubblicati dalla Max Bunker Press e, con lo sceneggiatore Franco Tamagni, creò nel 1991 il personaggio di "Cobra" per una omonima serie a fumetti pubblicata dalla Editrice Eden. Successivamente ha disegnato alcune storie di Djustine su sceneggiatura del creatore Enrico Teodorani.